# Schleuder (Waffe)

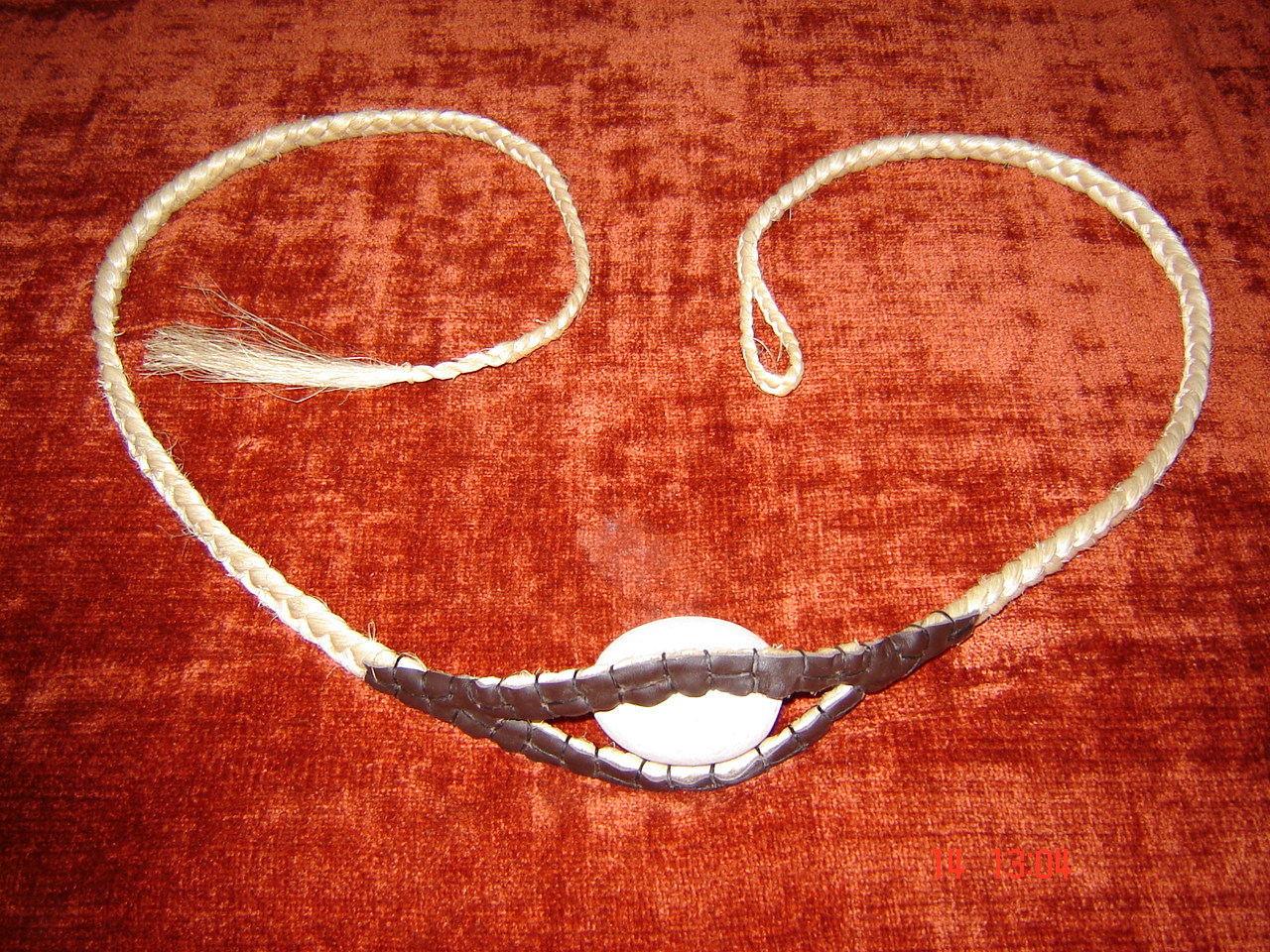
Rekonstruktion einer balearischen Schleuder um 1500 v. Chr. (Material: Agavenfasern)

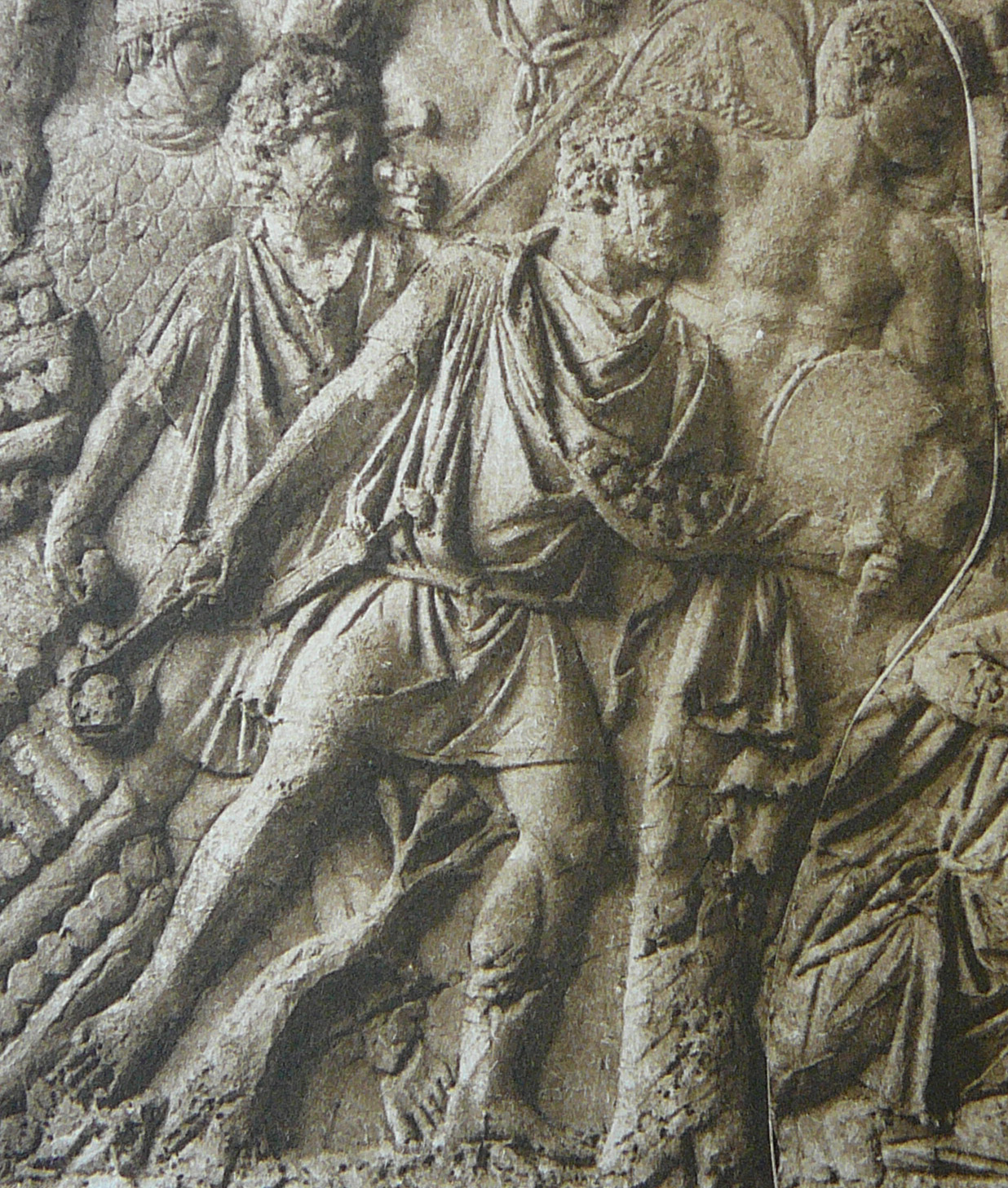
Römische Schleuderer im Dakischen Krieg

Anwendung

Die Schleuder ist eine Fernwaffe, die von der Urgeschichte bis ins Hochmittelalter weit verbreitet war. Sie besteht in ihrer einfachsten Form aus einem langen Streifen Leder oder Stoff, der in der Mitte eine kleine Ausbuchtung für das Geschoss aufweist. Der Schleuderer nimmt beide Enden der Schleuder in die Hand, legt ein Geschoss in die Ausbuchtung, schwingt die Schleuder, bis sie eine ausreichend hohe Geschwindigkeit erreicht hat, lässt dann das eine Ende los, und das Geschoss fliegt aus der Schleuder.
Für die umgangssprachlich oft als Schleuder bezeichnete Y-förmige Waffe mit elastischen, spannbaren Bändern: siehe Zwille.

## Verwandte und Varianten

### Stockschleuder

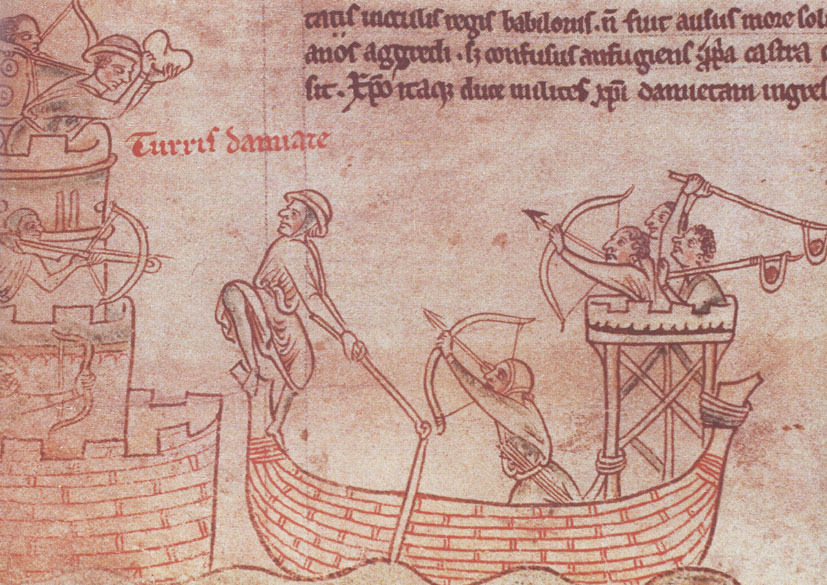
Mittelalterliche Stabschleuderer (im Bild rechts)

Man kann die Hebelwirkung der Schleuder verbessern, indem man sie am Ende eines Stabes anbringt. Dies ist die Stockschleuder, Stabschleuder oder Fustibal (lateinisch Fustibalus).
Die Stabschleuder wird von dem spätrömischen Militärschriftsteller Vegetius in seiner Abhandlung „De Re Militari“ als übliche Waffe der römischen Armee erwähnt. Die ersten bildlichen Darstellungen finden sich in byzantinischen und mittelalterlichen Werken. Mit der Stabschleuder konnten schwere Steine, aber auch Brandsätze geworfen und nach der Entwicklung von Handgranaten die Reichweite letzterer vergrößert werden.

### Bola Perdida

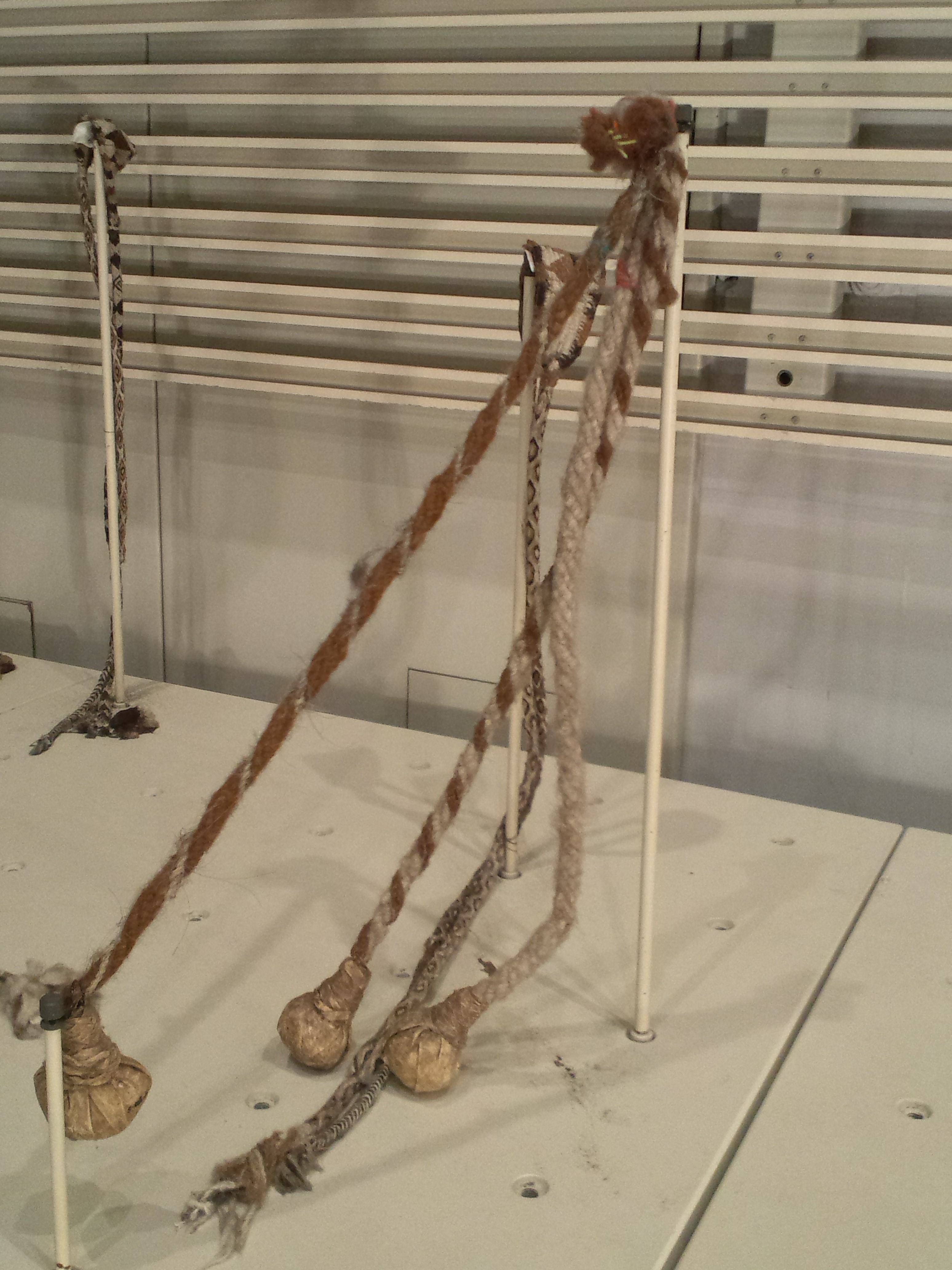
Schleudersteine mit Schnur

Dies ist ein Stein, an dem eine Schnur oder ein Riemen befestigt ist – effektiv ein Schleudergeschoss mit daran befestigter Schleuder. Die Bola Perdida – der Name bedeutet verlorene Kugel – ist bei den Tehuelche in Patagonien nachweisbar.

### Kestrosphendone
Das Kestrosphendone (auch Kestrosphendon oder Kestros) war eine Schleuder, mit der kurze, schwere Pfeile verschossen wurden. Der Name setzt sich aus den griechischen Wörtern Kestros (Pfeil) und Sphendon (Schleuder) zusammen.
Das Kestrosphendone kam im dritten Makedonisch-Römischen Krieg zum Einsatz. Von Polybios (Historien 27,11) und Titus Livius (Ab urbe condita 42,65) wird es erwähnt, aber nicht genau beschrieben. Das Kestrosphendone wird später nicht mehr erwähnt.
Das Aussehen und die genaue Funktionsweise sind nicht klar. Eine mögliche Rekonstruktion ist hier zu sehen. Eine weitere Rekonstruktion ist im Artikel „A new reconstruction of the kestros or cestrosphendone“ nachzulesen (siehe Literaturverzeichnis). In diesem Artikel wird ein nachgebauter Pfeil mit einem Gewicht von 184 Gramm beschrieben.

### Speerschleuder
Auf einem anderen Prinzip beruht die Speerschleuder (auch bekannt unter dem aztekischen Namen „Atlatl“). Dabei handelte es sich um einen Stab mit einem kleinen Haken am Ende, in den ein Wurfspeer eingelegt wurde. Der Stab vergrößert, wie auch das Schleuderseil, die wirksame Länge des Wurfarmes.

### Die Schleuder als Belagerungsmaschine
Die Blide ist eine Belagerungsmaschine, deren Prinzip dem der Stabschleuder ähnelt.

## Vor- und Nachteile

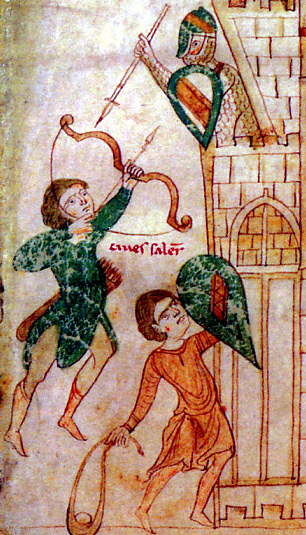
Mittelalterlicher Schleuderer mit Schild während einer Belagerung (Liber ad honorem Augusti sive de rebus Siculis)

### Vorteile
Gegenüber anderen Fernwaffen wie Speer, Armbrust oder Bogen hat die Schleuder einige Vorteile:
- Die Schleuder ist extrem billig und leicht herzustellen. Bogen und Armbrust sind im Vergleich teuer und erfordern besondere Materialien (siehe z. B. den Artikel zum Englischen Langbogen über den Aufwand bei der Herstellung von Bögen). Wegen des niedrigen Preises und geringen Gewichtes kann ein Schleuderer problemlos eine Ersatzschleuder bei sich tragen (z. B. als Stirnband, Gürtel oder einfach in der Tasche).
- Je nach Einsatzgegend können Geschosse in Form von Steinen einfach vor Ort gesammelt werden.[2] Schleudergeschosse können aus vielen Materialien hergestellt werden (siehe unten). Geschosse aus Blei lassen sich an einem Lagerfeuer herstellen. Pfeile und Armbrustbolzen erfordern jedoch besondere Materialien (Holz, Metall, Federn) und müssen von Facharbeitern (Pfeilmachern) hergestellt werden.
- Die Schleuder ist nahezu unempfindlich gegen Witterung, sehr lange haltbar und leicht zu ersetzen. Bögen und Armbrüste dagegen sind empfindlich gegen Nässe und Kälte, leicht zu beschädigen und schwer zu reparieren. Besonders die berühmten Kompositbögen der Mongolen und anderer Reitervölker waren gegen nasskaltes Wetter empfindlich. In der Schlacht von Crécy (1346) machte Regen die Armbrüste der Armbrustschützen auf französischer Seite unbrauchbar, da sie ihre Spannkraft verloren hatten.
- Die Schleuder lässt sich zusammengerollt leicht in der Tasche transportieren. Ein Bogen oder eine Armbrust muss sorgfältig verwahrt werden und ist wegen der Größe beim Transport unhandlich.
- Die Schleuder ist extrem leicht. In Zeiten, in denen jeder Soldat seine Ausrüstung auf tagelangen Märschen selbst transportieren musste, war das ein beachtlicher Vorteil.[2]
- Pfeile sind im Flug leichter zu erkennen als metallene Schleudergeschosse, welche deshalb Überraschungstreffer wahrscheinlicher machen.[3]
- Der Schleuderer benötigt im Gegensatz zu einem Bogenschützen bei kurzen Schleudern für den Wurf nur eine Hand. Es gibt Techniken, um auch beim Nachladen beispielsweise einen Schild in der Hand zu halten.
- Eine Schleuder kann nahezu lautlos bedient werden.

### Nachteile
Die Schleuder hat folgende Nachteile:
- Das Schleudern erfordert sehr viel Übung. Viele Herrscher versuchten gar nicht erst, die eigenen Soldaten im Umgang mit der Schleuder auszubilden, sondern warben kompetente Schleuderer wie die bekannten balearischen (siehe auch: Els Foners Balears) Schleuderer als Söldner an, wie in der römischen Armee. Schleuderer gehören zu den ersten historisch nachweisbaren Söldnertruppen.
- Im Wald oder im vom Gestrüpp bewachsenen Gelände fehlte oft der Raum, um die Schleuder zum Einsatz zu bringen.
- Die Wirkung einer Handschleuder gegen Rüstungen ist begrenzt.

## Reichweite
Wie bei anderen mit Muskelkraft betriebenen Waffen der Antike und des Mittelalters, hing die Reichweite der Geschosse von Stärke und Geschicklichkeit des Schützen ab. Die Schätzungen in der Fachliteratur schwanken stark.
Es scheint, dass die Schleuder in der Antike dem Bogen nicht an Reichweite unterlegen war. Xenophon erwähnt in seiner Anabasis, dass rhodische Schleuderer mit Bleigeschossen eine ähnliche Reichweite wie die persischen Bogenschützen erreichten. Der spätantike Militärschriftsteller Flavius Vegetius Renatus gibt in De Re Militari sechshundert Fuß als Übungsentfernung für Stabschleuder und Bogen an. Man kann daher eine Reichweite von 200–300 Metern für Bleigeschosse annehmen. Ausreichend trainierte Schleuderer dürften auf etwa 100 Meter mit einiger Treffsicherheit und hoher Durchschlagskraft getroffen haben.

## Geschosse
Man konnte mit einer Schleuder fast jedes kleine, schwere Objekt werfen. In großen Armeen war es üblich, Geschosse von einheitlicher Qualität und Größe in Massenproduktion herzustellen. An vielen historischen Fundorten wurden eingelagerte Schleudergeschosse gefunden.
Die ältesten Geschosse für die Schleuder waren Steine, wobei runde, glatte Steine besonders gut geeignet waren. Im 1. Buch Samuel wird erwähnt, dass David fünf glatte Steine aus einem Bach als Schleudergeschosse für den Kampf gegen Goliat auswählte. Die Steine wurden gesammelt und gelagert. In dem eisenzeitlichen Hillfort Maiden Castle in Dorset (Südengland) wurden ca. 40.000 ausgesuchte Kiesel vom nahen Strand als Schleudergeschosse gefunden. Es wurden nicht nur Kiesel benutzt, sondern auch behauene Steingeschosse, ungefähr so groß wie Billardkugeln.
Das Gewicht der Steine konnte stark variieren. Nach Diodorus Siculus sollen die balearischen Schleuderer im Dienste Karthagos in der Schlacht am Kap Ecnomus (256 v. Chr.) Steine mit einem Gewicht von einer Mina (436,6 Gramm) verschossen haben (Bibliotheke Buch XIX. 109).
Gegossene Geschosse aus Blei oder anderen Metallen waren noch wirksamer. Bleigeschosse hatten auch den Vorteil einer größeren Reichweite. Xenophon berichtet in seiner Anabasis, dass die Bleigeschosse rhodischer Schleuderer die doppelte Reichweite der Steingeschosse der persischen Schleuderer hatten.

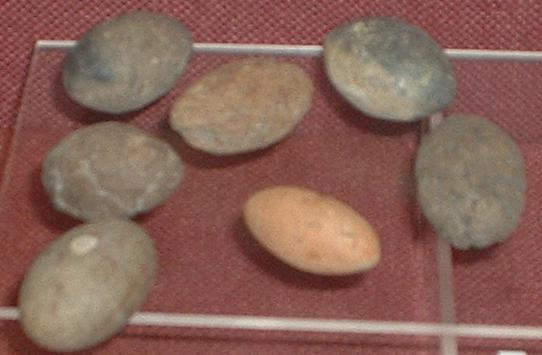
Schleudergeschosse aus Stein und Ton (Somerset County Museum in Taunton)

Es kamen auch Geschosse aus gebranntem oder getrocknetem Ton zum Einsatz, die zum Beispiel in Hamoukar oder in England, siehe Bild rechts, gefunden wurden. Cäsar berichtet von glühenden, aus Ton geformten Kugeln, die von Schleuderern der Nervier auf strohgedeckte Scheunen geworfen wurden (Commentarii de Bello Gallico, Buch V, Kapitel 43).
Der Chronist Olaus Magnus berichtet in der Historia de gentibus septentrionalibus, dass finnische Krieger glühende Eisenstücke schleuderten (Schlacht bei Västerås, 1521). Mit Stockschleudern konnten auch Brandsätze verschossen werden. Die ersten einfachen Granaten wurden ebenfalls mit Stockschleudern verschossen.

## Soziale Bedeutung

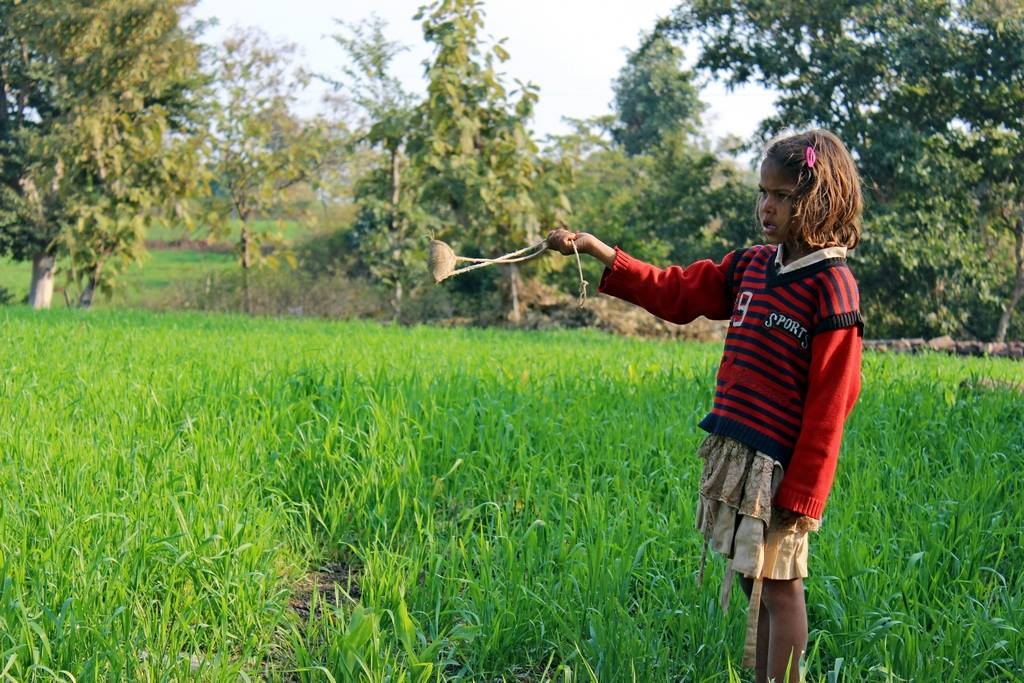
Mädchen mit Schleuder (Gofan) zum Verscheuchen von Vögeln (Indien)

Die Schleuder war wegen der geringen Kosten eine ideale Fernwaffe für arme Leute. In antiken Völkern mussten die Krieger oft selbst ihre Waffen bezahlen. Die ärmsten Schichten der Bevölkerung konnten sich zumindest mit Schleudern bewaffnen. Auf diese Weise wurden auch die Armen zu effizienten Kriegern, deren Wohlwollen der Herrscher sich erhalten musste, wenn er ihre Unterstützung für seine militärischen Pläne benötigte.
Hirtenvölker brachten oft gute Schleuderer hervor (der biblische David war Hirte). Schaf- und Ziegenhirten benötigten eine gute, billige Fernwaffe, um die Herde damit zu lenken und Raubtiere und Viehdiebe fernzuhalten. Sie hatten auch genug Zeit, um mit der Schleuder zu üben.

## Die Schleuder in der Geschichte
Die Schleuder gehört zu den ältesten Waffen der Menschheit. Praktisch alle Kulturen der europäischen Antike kannten die Schleuder. Als Ursprungsland der Schleuder in der griechisch-römischen Welt gelten die Balearen-Inseln Mallorca, Ibiza und Formentera. Die Schleuderer von den Balearen werden heute mit dem Namen Els Foners Balears bezeichnet.

### Balearische Inseln

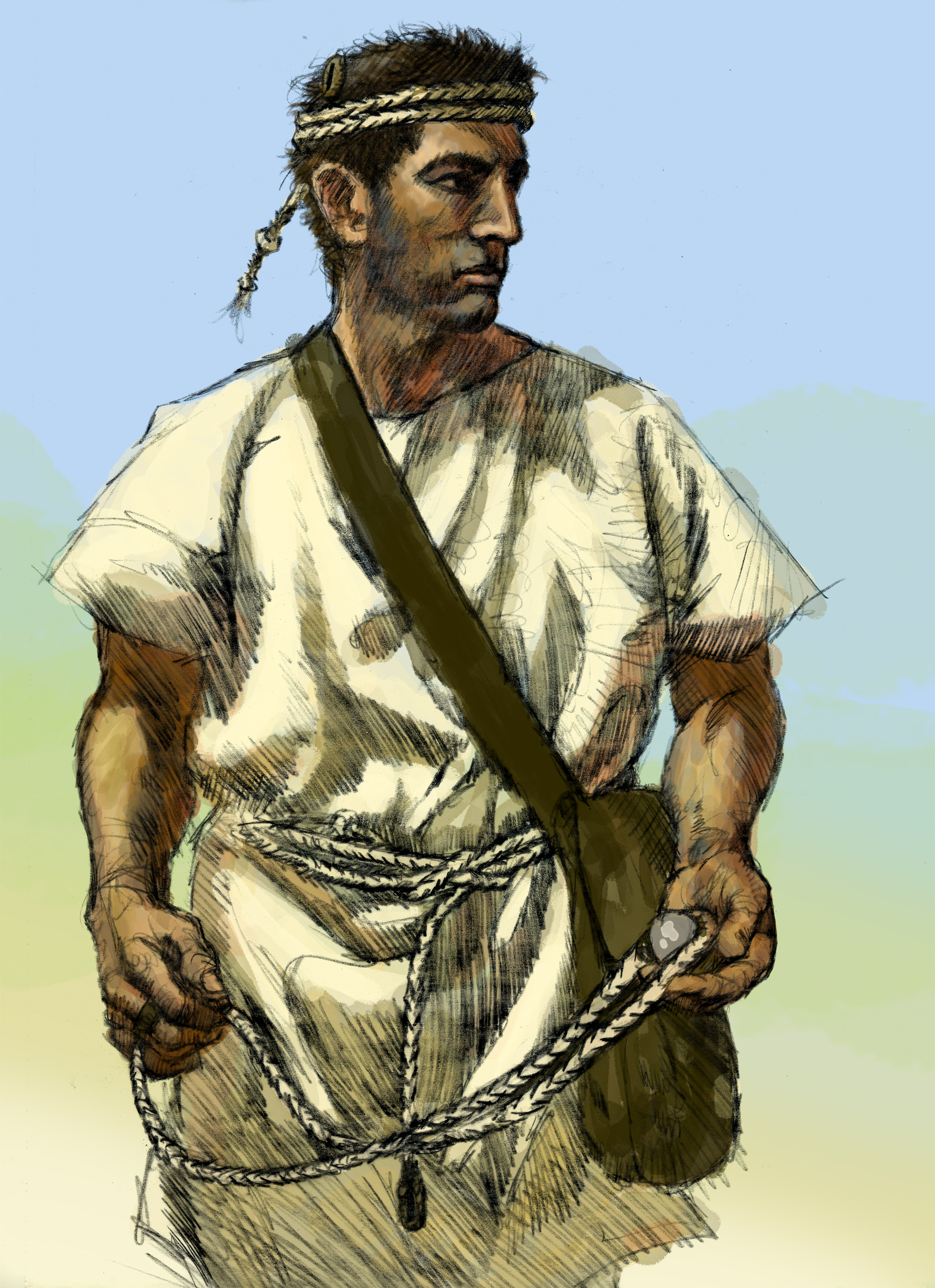
Rekonstruktion eines balearischen Schleuderers. Er trägt eine Ersatzschleuder als Stirnband.

Die Urbevölkerung der Balearen (erste Spuren menschlicher Besiedlung stammen aus dem 3. Jahrtausend vor Christus) brachte die ersten Jäger hervor, die eine Schleuder und als Projektile rundliche Steine benutzten. Später wurde diese Technik auch zur Verteidigung eingesetzt. Die Treffsicherheit war schon damals enorm. Wurfweiten von mehr als 150 Meter werden aufgrund von Rekonstruktionen und Versuchen vermutet. Die Projektile hatten ein Gewicht zwischen 100 und 500 Gramm. Die hohe Kunst des Steinschleuderns machte später die Ur-Mallorquiner zu gefragten und gut entlohnten Söldnern in den karthagischen und römischen Armeen.
- Um 1500 v. Chr.: Die Talayot-Kultur, die balearische Variante der Bronze- und Eisenzeit, beginnt. Aus dieser Zeit stammen die ersten Funde über die Steinschleuderer Els Foners Balears, die nun nicht nur Steine als Geschosse verwendeten, sondern auch Bronze- und Eisengeschosse. Die Bronze-Projektile waren zum Teil mit Gravuren zum Hohn der Gegner versehen. Es wurden nicht nur natürliche Steine benutzt, sondern auch eigens behauene Steine.

Die Foners kämpften auch gegen die einfallenden römischen Truppen.
- 123 v. Chr.: Römische Invasion. Quintus Caecilius Metellus Balearicus gründete die Städte Pollentia (heute Alcúdia) und Palma (von lateinisch palma, Siegespalme).

Durch eine geschickte Anordnung von zwei Werfergruppen erzielten die Foners einen einem Vorhang gleichenden Abwehrriegel, sodass der Gegner wenig Chancen hatte, unverletzt durchzukommen. Die Wurffrequenz der Werfer war wesentlich höher als bei Bogenschützen.
Seit dem Jahr 2001 gibt es mehrere Vereine auf den Baleareninseln Mallorca, Menorca, Ibiza und Formentera, die diese Tradition bewahren. Jährlich werden die Balearen-Meisterschaften ausgetragen. Es gibt ein eigens dafür geschriebenes Regelwerk.

### Antikes Griechenland
Die Griechen setzten im Krieg Schleuderer (sphendonêtai) ein. Die Schleuderer aus Rhodos tauchten zum ersten Mal in griechischen Armeen auf. In der Anabasis des Xenophon werden Schleuderer als Teil der griechischen Truppen beschrieben. Auf griechischen Münzen sind Schleuderer ein häufiges Motiv.
Die Schleuder wird auch in den Legenden der Griechen erwähnt: Herakles tötet die Stymphalischen Vögel mit einer Schleuder (oder einem Bogen). Homer erwähnt die Schleuder in der Ilias (3. Buch).

### Naher und Mittlerer Osten
David kämpfte mit der Schleuder gegen den Philister Goliat (1 Sam 17,48-49 ):
Als sich nun der Philister aufmachte und daherging und sich David nahte, lief David eilends von der Schlachtreihe dem Philister entgegen. Und David tat seine Hand in die Hirtentasche und nahm einen Stein daraus und schleuderte ihn und traf den Philister an die Stirn, dass der Stein in seine Stirn fuhr und er zur Erde fiel auf sein Angesicht.
Heute wird dieser Kampf oft als die sprichwörtlich ungleiche Konfrontation „David gegen Goliath“ beschrieben, aber die Schleuder war in der Hand eines geübten Mannes eine tödliche Waffe. Die Männer des biblischen Stammes Benjamin werden im Alten Testament für ihre Geschicklichkeit mit der Schleuder gelobt (Ri 20,15-16 ):
Und es wurden an jenem Tage gezählt von Benjamin aus den Städten sechsundzwanzigtausend Mann, die das Schwert führten, außer den Bürgern von Gibea; von ihnen wurden siebenhundert gezählt, auserlesene Männer. Und unter diesem ganzen Volk waren siebenhundert auserlesene Männer, die linkshändig waren und mit der Schleuder ein Haar treffen konnten, ohne zu fehlen.
In den Heeren der Assyrer gab es Schleuderer, die zum Beispiel auf Reliefs in Ninive abgebildet sind.
Die Kyrthioi (lateinisch Cyrtii) stellten ebenfalls Schleuderer (Polybios 5,52,5).

### Kelten
Die eisenzeitlichen Kelten kannten die Schleuder als Jagd- und Kriegswaffe.
In irischen Legenden, vor allem im Ulster-Zyklus, ist die Schleuder eine übliche Waffe:
- Der Held Lugh tötet den König der Fomori, Balor vom bösen Auge, mit dem Tathlum, einem magischen Schleudergeschoss.
- Königin Medb fällt ebenfalls einem Angriff mit der Schleuder zum Opfer.
- Der Held Cú Chulainn tötet den als unbezwingbar geltenden Hund des Schmiedes Culann mit einer Schleuder.

### Römisches Reich
Die Schleuder heißt auf Lateinisch Funda, die Schleuderer nannte man Fundatores oder Funditores.
Das römische Reich setzte vor allem auf die Schleuderer aus Rhodos, von den Balearen oder auf die Akarnanen. Auch Kyrthioi dienten auf römischer Seite, zum Beispiel in der Schlacht von Kallinikos (171 v. Chr.).
Die Schleuderer Roms verwendeten rauten- oder dattelförmige Bleigeschosse, Glandes (Eicheln) genannt, mit einem Gewicht von 20–50 Gramm. Damit konnte der Schleuderer Schilde zerschlagen, während ein Treffer auf den Helm zu Gehirnerschütterung oder Erblindung führen konnte.
Eiförmige Steine in Gräbern wie zum Beispiel in Vindonissa könnten Schleudersteine sein, die den Verstorbenen ins Grab mitgegeben worden waren.
Der römische Arzt Aulus Cornelius Celsus beschrieb medizinische Techniken, um Schleudergeschosse aus dem Körper eines Getroffenen zu entfernen.

### Europäisches Mittelalter

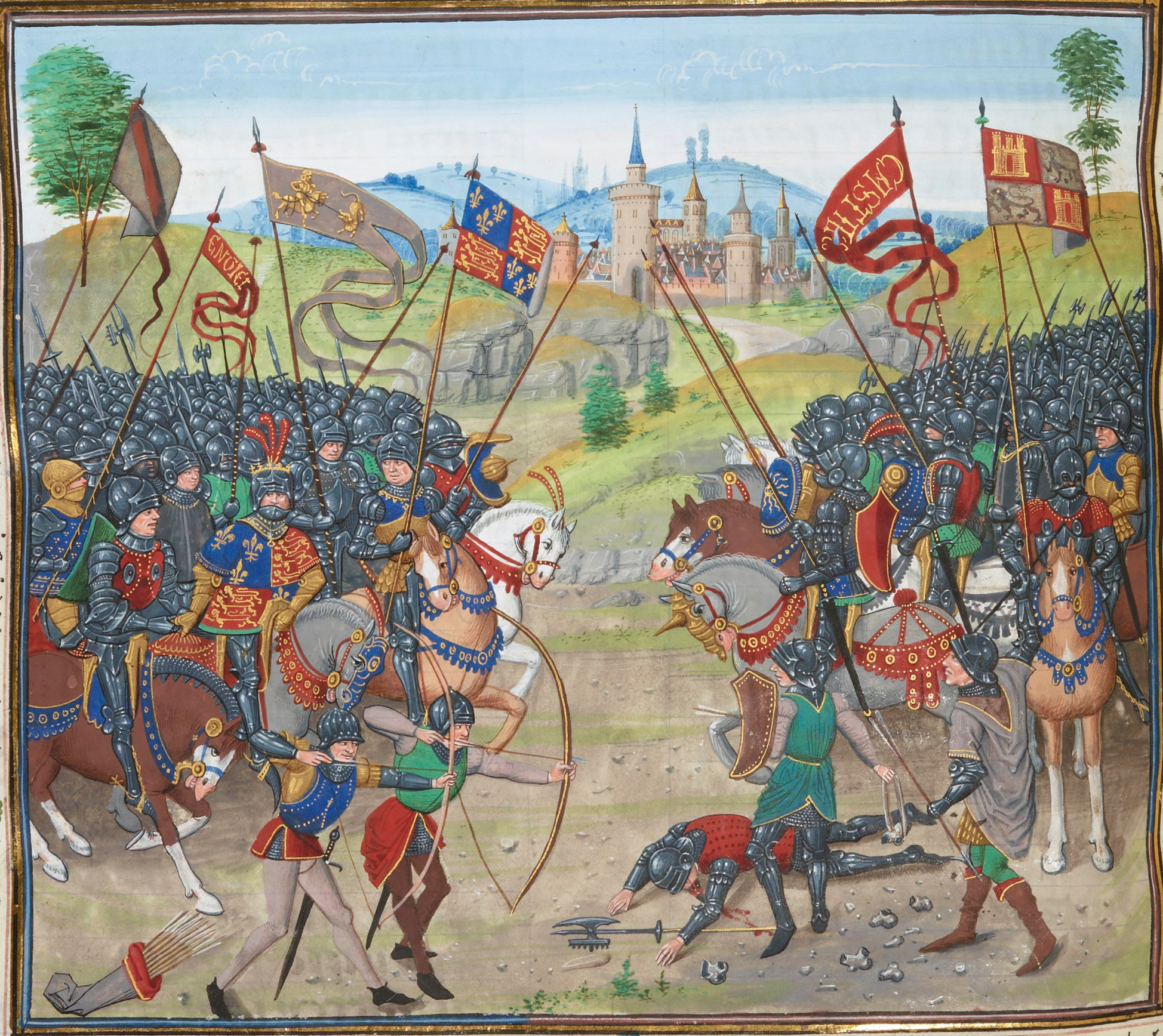
Schlacht von Nájera; vorne rechts der Mitte ist ein Schleuderer mit einem Schild zu sehen.

Im Mittelalter erscheint die Schleuder noch häufig in Abbildungen von Schlachtszenen, wie zum Beispiel in einem Gemälde der Schlacht von Nájera (1367), in der Bildchronik Liber ad honorem Augusti sive de rebus Siculis von Petrus de Ebulo aus dem Jahr 1196 die die staufische Eroberung Siziliens wiedergibt oder in der Maciejowski-Bibel. Schleudern wurden im Mittelalter auch bei der Jagd benutzt. „Jagdgesellen“ verwendeten die einfache Schleuder, um Rebhühner aufzuscheuchen. Auf dem Wandteppich von Bayeux ist ein Schleuderer auf der Vogeljagd zu sehen.

### Amerika
Die Inka, Maya und Azteken verwendeten die Schleuder zur Jagd und als Kriegswaffe. Die Azteken verwendeten auch die Speerschleuder (siehe oben).
Eine Inka-Schleuder bestand aus Baumwolle oder der Wolle von Lamas oder Alpakas. Die üblichen Geschosse waren Steine.

### Ostasien
Die östlichen Hochkulturen Asiens (insb. China und Japan) scheinen die Schleuder nicht verwendet zu haben. Die Chinesen kannten das Trebuchet beziehungsweise die Zugblide als Belagerungsmaschine. In Tibet war die Schleuder bekannt.

### Neuzeit

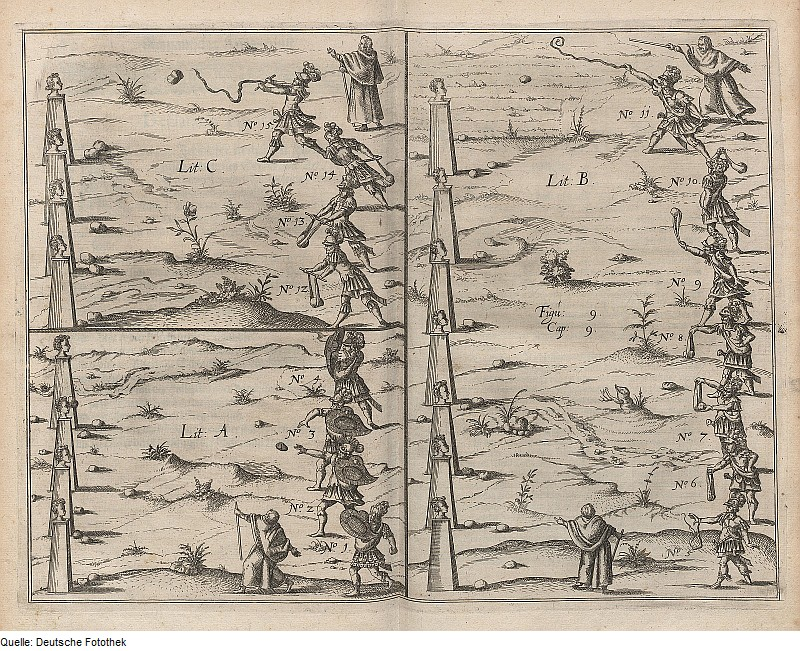
Ausbildung an der Schleuder im Jahr 1616, Darstellung aus einem Militärhandbuch von Johann Jacobi von Wallhausen

Einer der letzten nachweisbaren Einsätze der Schleuder als militärischer Waffe war bei der Belagerung von Sancerre (1572). In einem Militärhandbuch von Johann Jacobi von Wallhausen ist auf Abbildungen zu sehen, wie Soldaten noch um 1616 an der Schleuder ausgebildet wurden.
Im 16. Jahrhundert verwendete man die Stabschleuder, um einfache Handgranaten zu werfen.
Bei Kindern (meist Jungen, seltener bei Mädchen) war die Schleuder noch bis ins Fernsehzeitalter ein „Zeitvertreib“ im Freien, der aber „ins Auge“ gehen konnte.
Der französische Ausdruck für Schleuder „fronde“ war auch der Name für eine Revolte des französischen Adels im 17. Jahrhundert. Der Name soll auf die Schleudern zurückgehen, mit denen Steine gegen die Fenster von Häusern von Parteigängern des unbeliebten Kardinals Jules Mazarin geworfen wurden.
Eine Berner Schulordnung von 1636 berichtet, dass Knaben nach dem Schulunterricht gerne „steinschlinggen“.

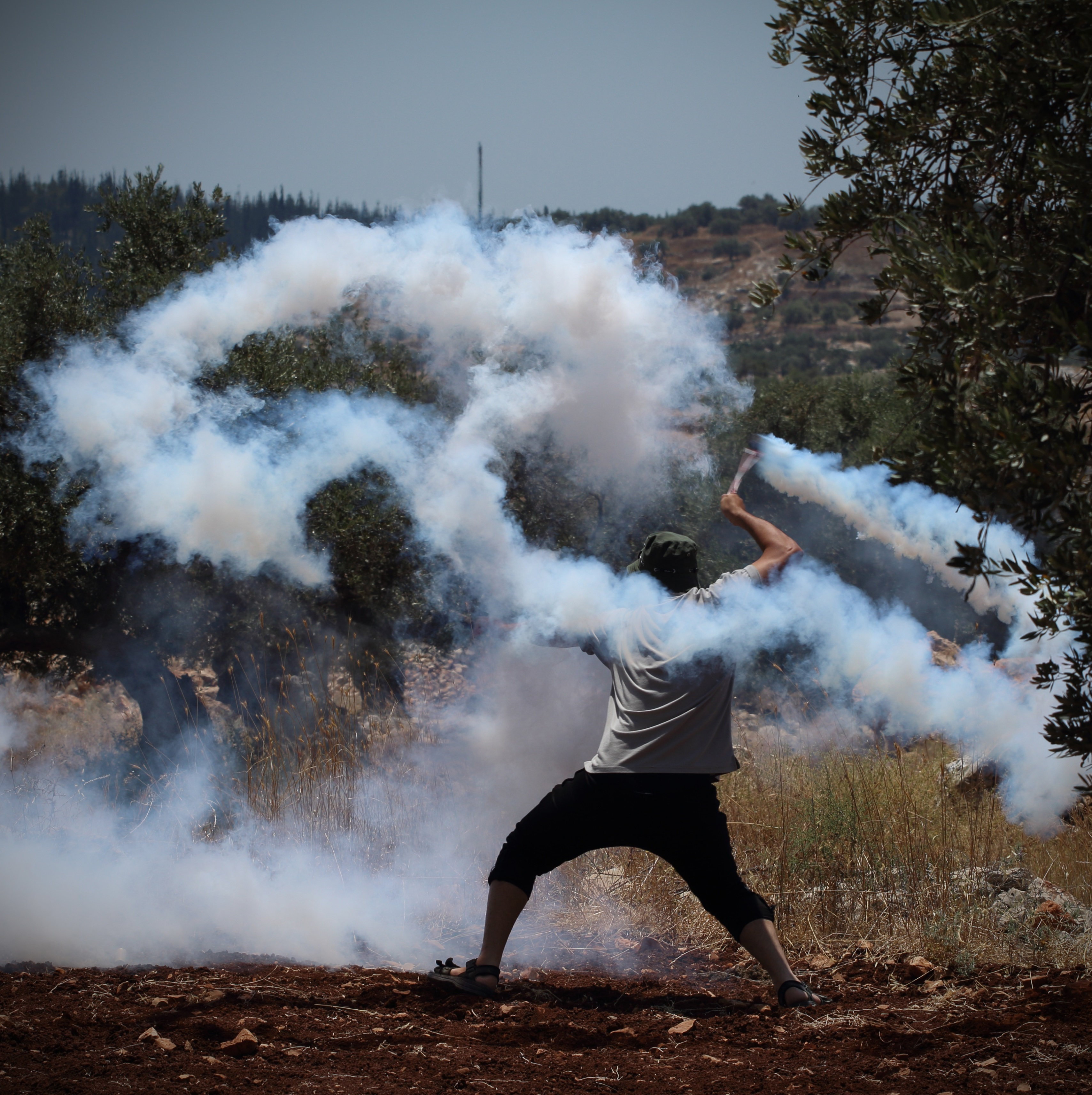
Palästinenser schleudert Tränengas-Granate zu den israelischen Soldaten zurück

Militärisch wurde die Steinschleuder (wie auch Speer und Lanze) dann immer mehr durch die Schusswaffen abgelöst. Weiterhin als Waffe eingesetzt wird die Schleuder unter anderem bei gewalttätigen Protesten, zum Beispiel von jugendlichen Palästinensern im Nahostkonflikt.

## Aktuelle Rechtslage
Nach dem deutschen Waffenrecht (Waffengesetz – WaffG, Anlage 2 Abschnitt 1 Nr. 1.3.7 in Verbindung mit Anlage 1 Abschnitt 1 Unterabschnitt 2 Nr. 1.3) ist verboten:
- der Umgang mit Schleudern, die zur Erreichung einer höchstmöglichen Bewegungsenergie eine Armstütze oder eine vergleichbare Vorrichtung besitzen oder für eine solche Vorrichtung eingerichtet sind (Präzisionsschleudern) sowie Armstützen und vergleichbare Vorrichtungen für die vorbezeichneten Gegenstände. Bei einer Präzisionsschleuder im Sinne der Legaldefinition kommt es auf den Wert von 23 Joule nicht an.

Die antike Schleuder spielt heute keine Rolle mehr, weshalb der Gesetzestext sich auf die Zwille bezieht.